# Список птиц острова Маврикий
Список птиц острова Маврикий насчитывает 16 отрядов и 152 вида.

## Гусеобразные

### Утиные
- Кряква

- Мадагаскарская кряква

- Чирок-трескунок

- Маврикийская утка

- Маврикийский гусь

## Курообразные

### Цесарковые
- Обыкновенная цесарка

### Фазановые
- Джунглевый перепёл

- Жемчужный турач

- Перепёл

- Фазан обыкновенный

- Расписной перепёл

- Серый турач

## Буревестникообразные

### Австралийские качурки
- Белобрюхая качурка

- Белолицая качурка

- Качурка Вильсона

- Чёрнобрюхая качурка

### Альбатросовые
- Осторожный альбатрос

- Светлоспинный дымчатый альбатрос

- Странствующий альбатрос

- Тёмноспинный дымчатый альбатрос

- Thalassarche carteri

### Буревестниковые
- Антарктическая китовая птичка

- Бледноногий буревестник

- Длиннокрылый тайфунник

- Капский голубок

- Клинохвостый буревестник

- Маскаренский тайфунник

- Мягкопёрый тайфунник

- Снеговая китовая птичка

- Средиземноморский буревестник

- Тайфунник Баро

- Тонгасский тайфунник

- Тонкоклювая китовая птичка

- Тонкоклювый буревестник
- Тринидадский тайфунник
- Южный гигантский буревестник

- Puffinus bailloni

## Фламингообразные

### Фламинговые
- Розовый фламинго

- Малый фламинго

## Фаэтонообразные

### Фаэтоновые
- Белохвостый фаэтон

- Краснохвостый фаэтон

## Пеликанообразные

### Цаплевые
- Египетская цапля

- Жёлтая цапля

- Зелёная кваква

- Обыкновенная кваква

- Средняя белая цапля

- Рифовая цапля

- † Большеголовая кваква

- † Мавританская кваква

## Олушеобразные

### Фрегатовые
- Большой фрегат

- Фрегат Ариэль

### Олушевые
- Бурая олуша

- Голуболицая олуша

- Красноногая олуша

- Олуша Абботта

## Ястребообразные

### Ястребиные
- Болотный лунь

- Мадагаскарский орлан-крикун

## Журавлеобразные

### Пастушковые
- Бронзовая султанка

- Камышница обыкновенная

- Кювьеров пастушок

- Мадагаскарская султанка

- Полосатый пастушок

- † Маврикийский пастушок

- † Маскаренская лысуха

- † Родригесский пастушок

## Ржанкообразные

### Трёхпёрстки
- Мадагаскарская трёхпёрстка

### Рачьи ржанки
- Рачья ржанка

### Ржанковые
- Галстучник

- Малый зуёк

- Монгольский зуёк

- Толстоклювый зуёк

- Тулес

### Бекасовые
- Большой кроншнеп

- Большой песочник

- Большой улит

- Грязовик

- Камнешарка

- Краснозобик

- Кулик-воробей

- Малый веретенник

- Мородунка

- Перевозчик

- Песчанка

- Поручейник

- Сибирский пепельный улит

- Средний кроншнеп

- Турухтан

- Фифи

- Черныш

### Тиркушковые
- Восточная тиркушка

- Луговая тиркушка

- Мадагаскарская тиркушка

### Чайковые
- Белая крачка

- Белокрылая крачка

- Бенгальская крачка

- Бурокрылая крачка

- Крачка Берга

- Малая глупая крачка

- Обыкновенная глупая крачка

- Речная крачка

- Розовая крачка

- Тёмная крачка

### Поморниковые
- Средний поморник

- Южнополярный поморник

## Голубеобразные

### Голубиные
- Сизый голубь

- Волосатая горлица

- Мадагаскарская горлица

- Малая горлица

- Пятнистая горлица

- Розовый голубь

- † Маврикийский дронт

- † Родригесский дронт

- † Маврикийский синий голубь

- † Родригесский голубь

## Стрижеобразные

### Стрижиные
- Колючехвостый стриж

- Маврикийская салангана

## Ракшеобразные

### Сизоворонковые
- Африканский широкорот

## Соколообразные

### Соколиные
- Маврикийская пустельга

- Сапсан

- Серебристый чеглок

- Сокол Элеоноры

- Степная пустельга

## Попугаеобразные

### Psittaculidae
- Малый попугай-ваза

- Сероголовый неразлучник

- Маврикийский кольчатый попугай

- Попугай Крамера

- † Голубой ширококлювый попугай

- † Родригессов попугай

- † Родригесский кольчатый попугай

- † Серый ширококлювый попугай

## Воробьинообразные

### Личинкоедовые
- Маврикийский сорокопутовый личинкоед

### Монарховые
- Маскаренская райская мухоловка

### Врановые
- Блестящий ворон

### Бюльбюлевые
- Краснощёкий настоящий бюльбюль

- Маврикийский восточный бюльбюль

### Ласточковые
- Маскаренская ласточка-федина

### Камышовковые
- Маскаренский беброрнис

### Белоглазковые
- Маврикийская белоглазка

- Пепельная белоглазка

### Скворцовые
- Майна

- † Necropsar rodericanus

### Воробьиные
- Домовый воробей

### Ткачиковые
- Большой масковый ткач

- Маскаренский фуди

- Красный фуди

- Родригезийский фуди

### Вьюрковые ткачики
- Волнистый астрильд

- Чешуйчатая амадина

- Тигровый астрильд

### Вьюрковые
- Мозамбикский канареечный вьюрок